# Femten ferske
Femten ferske är ett album av det norska dansbandet Ole Ivars som släpptes 26 oktober 2009. Alla låtar är skrivna av William Kristoffersen. Den första singeln från skivan är Bare går og tar en øl.

## Låtlista
1. Bare går og tar en øl
2. I taxikø med paraply
3. Ingen låter swinger bedre
4. Nå har dama dratt
5. Da disco’n kom tel dal'n
6. Oktobermorgen (saxofonsolo)
7. Ut på landevegen
8. Linda
9. Sol– og måneformørkelse
10. Alle vil leva
11. Senorita (gitarrsolo)
12. Chevrolet'n og kjerringa
13. Nå er det opp tel deg
14. Som je har kosa meg
15. Plutselig er det for sent